# 林閬苑

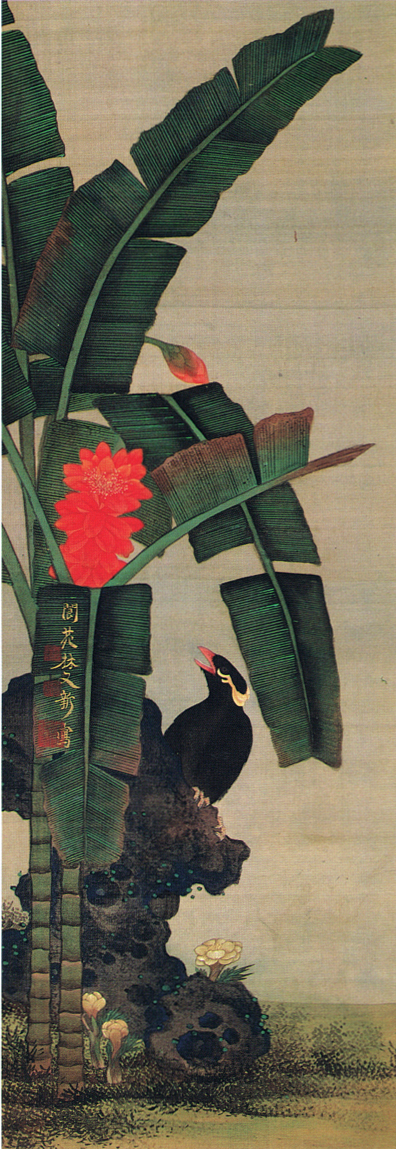
「芭蕉九官鳥図」 個人蔵 芭蕉は南蘋派の作品でしばしば見られるモチーフ。九官鳥のポーズは、伊藤若冲の鹿苑寺大書院障壁画の「芭蕉叭々鳥図襖絵」における叭々鳥と同じ。

林 閬苑（はやし ろうえん（りょうえん）、生卒年不詳）は、江戸時代中期の絵師。
名は新・又新、字は日新、号は閬苑のほかに章齢・蟠龍洞・筆飛将軍など。通称を秋蔵（秀蔵とも）・閬蔵。大坂の人。

## 略伝
幼少より画を好み、長じて池大雅の高弟・福原五岳に師事する。このときの同門・黒田綾山と画友となる。東東洋や木村蒹葭堂、維明周奎などと交友。安永2年（1773年）から4年間、維明に請われて京都相国寺にある狩野孝信の障屏画修復に携わり、寺院に収蔵される名画を実見し研究。また堺の豪商の収蔵する中国・明の画を臨模して画業を研鑽。大坂道頓堀幸橋付近に居を構え、「筆飛将軍」と自称し、「唐画師」として活躍。「閬苑」と言う聞きなれぬ言葉は「仙人の居所」を意味し、『続仙人』や『宣和画譜』など絵師と関わりある中国書物に出典が求められ、閬苑の中国志向が窺える。しかし、40歳未満で夭折。一説に、閬苑はその一生をほとんど自己の研鑽に費やし、中国の風物に接しようと渡航を願いでるが許されず、遂には憤死したとも言われる。
山水は大胆で自由な筆遣いで中国風に描き、花鳥画・人物図は沈南蘋の影響から緻密で濃密な色彩を特徴とし、美人画を得意とした。岡本豊彦によると、閬苑は和泉国の豪家にある明代絵画に学び、着色の美人画は仇英に、墨画の人物画は張平山に似ていると評している。東東洋の言では、安永2年（1772年）頃閬苑は30歳ほどで、青墨の使い方を学んだという。

## 作品
| 作品名                 | 技法           | 形状・員数 | 寸法（縦x横cm） | 所有者                       | 年代                | 落款・印章 | 備考 |
| ---------------------- | -------------- | ---------- | --------------- | ---------------------------- | ------------------- | --- | --- |
| 宮女遊戯図             | 紙本淡彩       | 1幅        |                 | 個人                         | 明和7年（1770年）   | 款記「庚寅仲春寫似 世粛兄 林又新」/印章「林又新印」白文方印・「林日新氏」白朱文方印                                                            | 早期の作。「世粛兄」とは木村蒹葭堂のことで、彼に向けて描かれたことが分かる。                                                             |
| 青緑山水図             | 絹本著色       | 1幅        |                 | 個人                         | 明和7年（1770年）   | 款記「明和庚寅秋七月畫為 嘯月主人 浪華林又新」/印章「林又新印」白文方印・「林日新氏」白朱文方印                                                | 早期の作。為書きにある「嘯月主人」については不明。                                                                                       |
| 仙人図押絵貼屏風       | 紙本著色       | 六曲一双   |                 | 個人                         | 1778年（安永7年）   | | |
| 山水人物図押絵貼屏風   | 紙本墨画淡彩   | 六曲一双   |                 | 大阪市立美術館               | 1780年（安永9年）   | 款記「庚子春杪 閬苑林又新」ほか/印章「林又新印」白文方印・「林日新氏」白朱文方印・「筆飛将軍」白文方印ほか                                     | |
| 舜禹図                 | 紙本墨画淡彩   | 六曲一双   |                 | 個人                         | 1780年（安永9年）   | 款記・左隻「閬苑林又新」・右隻「安永庚子仲秋 浪速閬苑林又新」/印章・左右とも「林又新印」白文方印・「林日新氏」白朱文方印・「筆飛将軍」白文方印 | 現在確認できる閬苑自筆の署名のある作品の中で最も制作時期が遅い。                                                                         |
| 六遠図巻               | 絹本墨画       | 1巻        |                 | 個人                         | 1786年（天明6年）跋 | 無款 | 木村蒹葭堂跋。当時蒹葭堂が所蔵していた池大雅筆の「六遠図巻」（現香雪美術館蔵）を、土佐の橘子樹なる人物の依頼を受けて閬苑が模写したもの。 |
| 高士観瀑図             |                | 1幅        | 181.0x52.2      | 堺市博物館                   |                     | | |
| 孔子十哲図             | 絹本著色       | 1幅        | 180.2x99.0      | 堺市博物館                   |                     | 印章「林又新印」白文方印・「日新」白文方印 | |
| 白孔雀図               | 紙本著色       | 1幅        |                 | 大阪歴史博物館               |                     | 款記「閬苑林又新」/印章「林又新印」白文方印・「林日新氏」白朱文方印                                                                            | |
| 鹿図                   | 紙本墨画       | 1幅        |                 | 大阪歴史博物館               |                     | 印章「又新之印」白文方印・「日新氏」白文方印                                                                                                   | 慈雲飲光賛 |
| 山水図                 | 絹本墨画著色   | 1幅        |                 | 早稲田大学会津八一記念博物館 |                     | 款記「閬苑」/印章「林又新印」白文方印・「林日新氏」白朱文方印                                                                                  | 片山北海賛 |
| 蹴鞠図                 | 紙本墨画淡彩   | 1幅        |                 | 個人                         |                     | 款記「閬苑」/印章「林又新印」白文方印 | 蹴鞠に興じる3人の男を略筆で描く。 |
| 蹊橋飛瀑図             | 紙本墨画淡彩   | 1幅        |                 | 個人                         |                     | 款記「林又新」/印章「林又新印」白文方印・「林日新氏」白朱文方印                                                                                | 那波網川（徳島藩儒者）賛 |
| 中国人物図             | 絹本著色       | 1幅        |                 | 関西大学図書館               |                     | 款記「閬苑林又新」/印章「林又新印」白文方印・「林日新氏」白朱文方印                                                                            | |
| 伏見桃山真景・瀧山水図 | 絹本着色       | 対幅       |                 |                              |                     | | |
| 小祇園小集之図         | 紙本著色金砂子 | 襖4面      |                 | 金剛峯寺不動院               |                     | | |

## 脚註
1. ↑  「りん りょうえん/ろうえん」とも。
2. ↑  生年は寛保2年（1742年）から寛延2年（1749年）の間、卒年は安永9年（1780年）（『蒹葭堂日記』）から天明7年（1787年）までと推定される。
3. ↑  『書画珍本雑誌』第二巻第四号「閬苑 竹鶴図」付記略伝より。
4. 1 2  堺市博物館編集・発行 『堺市博物館優品図録 第二集』 2001年3月31日、第45,50図。
5. ↑  大林昭雄 『小池曲江全傳』 ギャラリー大林、1989年9月、pp.28,198。